# Christi Matri
Christi Matri – czwarta encyklika Pawła VI ogłoszona 15 września 1966 r. poświęcona kultowi maryjnemu. Papież zachęca w tej encyklice do odmawiania różańca szczególnie w październiku. 